# Саркоптиформные клещи
Саркоптиформные клещи (лат. Sarcoptiformes) — клада акариформных клещей (Acariformes), которой некоторые систематики придают ранг отряда. Насчитывает более 15 000 видов, 230 семейств в двух подотрядах.
Большинство представителей отряда обладает клешневидными хелицерами с крепкими клешнями жевательного типа.
Питаются главным образом твёрдой растительной пищей, а переходя к паразитизму на позвоночных животных, питаются кожей, перьями, волосами, выделениями кожных желез.